# Пол Вошер
Пол Девід Вошер (Paul David Washer) — американський реформований баптиський пастор, місіонер, юрист, професор і письменник, визнаний мандрівним проповідником Конвенту південних баптистів, засновником і директором місіонерського товариства Heartcry, яке підтримує місіонерську  роботу з корінними південноамериканцями. Крім своїх подорожей і проповідей Пол є запрошеним професором у різних семінаріях, зокрема в Магістерських семінаріях.

## Біографія
Пол Девід Вошер народився в США 11 вересня 1961 року. Його дідусь і бабуся по батькові були одними з перших баптистських місіонерів у Бразилії та Мінданао, батько виховував його, працюючи дуже важко. З дитинства мати Вошера була католичкою, але через свідчення матері, яка була баптисткою, та її страждання вона навернулася до реформованого християнства баптистів у 12 років. У підлітковому віці Пол був баскетболістом і одночасно капітаном команди.
Він одружений з Чаро перуанської національності, з якою має 4 дітей: Яна, Евана, Роуен і Бронвін, вони живуть у Редфорді штат Вірджинія.
Щодо його переконань щодо сім'ї, він вірить і навчає, що дружина є його головним служінням, а потім є його відповідальність як батька, а потім його роль як служителя Слова Божого. Крім того, його проповіді повністю суперечать нинішній концепції залицяння, яка не має на меті одруження, що називається «залицянням для розваг», оскільки це не має нічого спільного з принципами чистоти та шлюбу, яким навчає Біблія.

### Освіта
Пол Вошер вчився на юриста, який спеціалізується на нафтовому праві в Техаському університеті в Остіні  де в період свого  навчання навернувся в християнську віру. Після закінчення університету  розпочав навчання в Південно-Західній баптистській духовній семінарії, що належить до Південної баптистської конвенції  і отримав ступінь магістра  Богослів'я. Незабаром після закінчення навчання Пол залишив  Сполучені Штати і переїхав до Перу де служив  місіонером.

### Навернення та місіонерська робота
Під час навчання на юриста, що спеціалізується на нафтовому праві в Техаському університеті в той час коли його життя було посереднім і катастрофічним, окрім алкогольних вад, йому проповідував молодий чоловік зі свого будинку і шукаючи відповіді в своїй Біблії він був навернений до реформованого баптистського християнства,  його життя змінилося  і він  пережив  народження згори.
Вошер працював місіонером у Перу 10 років. У той час він заснував місіонерське товариство  «HeartCry  для підтримки служителів церков у Перу. Сьогодні робота HeartCry підтримує близько 255 місіонерських сімей у 43 країнах світу в Латинській Америці, Африці, Азії, Європі на Близькому Сході та в Росії.
Пол Вошер бува часто проповідує у своїй місцевій церкві Редфордських товариств і є відомим автором таких духовних книг, як «Єдиний істинний Бог», «Вся правда про людину», «Сила та сенс Євангелія»,  «Проповідь Євангелія і справжнє навернення».
У 2017 році Вошер переніс нефатальний серцевий напад  , а наприкінці 2023 року йому зробили шунтування серця. 

### Тип проповіді
Проповіді Вошера зосереджені на євангелізації, раю і  пеклі та роздумами над Божим Словом та Євангелією, вченням про впевненість у спасінні. Він  виступає проти практики закликання до вівтаря, молитви грішника. Він зосереджений на чисельному зростанні церкви та богословських помилках щодо Біблії, які виховуються в церквах, а також бачить, що дійсно має бути важливим у християнському житті. Євангелізаційний формат Вошера знаходиться під значним впливом досліджень і проповідей Чарльза Сперджена.
У проповідях Вошера часто говориться про те, як людина рятується від пекла в своїх темах він стверджує, що люди отримують спасіння за благодаттю через віру, згідно з біблійною теологією спасіння. Вошер також розуміє доктрину обрання, тобто люди, які врятовані, не вибирають покаятися і вірити своїми зусиллями, а вибрані Богом перед заснуванням світу і саме Бог дає благодать покаяння та віру.
Він дотримується біблійної віри, що докази справжньої віри людини є в її ділах, однак він запевняє, що переважна більшість людей, які сьогодні вважають себе християнами, насправді це не так, оскільки вони живуть ідолопоклонницьким життям, тому що вони не служать Богу Біблії, якщо не богу, якого створили лжевчителі. 
Що характеризує його тип проповіді, так це його неприйняття релігійних лідерів, які на його думку  неправильно проповідують Євангелію Христа, він часто згадує, що вони представляють антибіблійне послання з гуманістичними нюансами підкреслюючи перш за все земне благополуччя людини, а не слави Божої, це послання, яке обіцяє процвітання, порівнюється з надіями, які давали лжепророки Ізраїлю, які пророкували мир не попереджаючи людей про неминучу небезпеку. Щодо цих фальшивих вчень пастор Пол Вошер приходить до висновку, що вони переконують лженавернених думати, що вони християни, що найгірше з усіх, що такі люди будуть відправлені до пекла, якщо вони не покаються у своєиму злі і не віддадуться владі Ісуса Христа.
Разом з Біблією, Пол Вошер цитує історію церкви, щоб надати відповідності біблійним доктринам, у які вона вірить і яких вона навчає, і часто цитує інших історичних проповідників, яких він вважає людьми великої християнської віри, таких як Томас Вотсон, Джон Флавел, Р. Ч. Спроул , Роберт Мюррей МакЧейн, Джон Кельвін, Річард Бакстер, Джон Веслі, Леонард Равенхілл, Джордж Вайтфільд, Чарльз Сперджен, Ейден  Тозер, Джордж Мюллер, Джон Пайпер, Джонатан Едвардс, Мартін Ллойд-Джонс, Джон Ф. Мак-Артур та інші. Він часто бере участь в радіопрограмах, які навчають про те, як люди досягають вічного спасіння.

### Критика
Пастора Пола Вошера постійно критикують у деяких п'ятидесятницьких церквах за його суворість у розв'язанні деяких проблем, які передбачають відмову від комфорту, в якому перебувають люди, а також за критику, яку він критикує на адресу Джоела Остіна, Бенні Хінна, Маркоса Вітта та інших. Проповідники пов'язані з так званою теологією процвітання.